# リゾートやまどり
リゾートやまどりは、東日本旅客鉄道（JR東日本）が2011年から2022年まで保有していた鉄道車両（電車）で、ジョイフルトレインと呼ばれる車両の一種である。
本項では2018年まで運行されていた同名の快速列車、および再改造前のお座敷列車「やまなみ」「せせらぎ」についても解説する。

## 概要
群馬デスティネーションキャンペーンに合わせ、JR東日本高崎支社の新しい「のってたのしい列車」として2011年に運行を開始した。
愛称は群馬県の県鳥ヤマドリに由来する。
国鉄時代から分割民営化後のJRに至るまで長きにわたり日本全国の特急列車運用に充当されてきた485系車両を改造したもので、後述するように485系車両として最後まで残った編成でもあった（#運用の項を参照）。

## 車両
後述する「やまなみ」のMM'ユニットと「せせらぎ」編成を種車に東急車輛製造で改造施工をした6両編成。編成番号はYD-01。
車体は「癒しと郷愁」をデザインコンセプトに、車体上部は旧型客車を連想させる「ぶどう色2号」、車体下部を草の芽をイメージした濃萌黄色（こいもえぎいろ）の塗装とした。外観では前照灯を上部に移設した。
車内は初代「成田エクスプレス」用253系グリーン車の廃車発生品を活用したリクライニングシートを採用した上で普通車に格下げされたが、2+1アブレスト、シートピッチは120cmとグリーン車並みとなっている。また、2号車にミーティング室「和」が、4号車にキッズスペースが設置されるなど団体列車用の設備も設けられている。
| YD01編成 | ← 上野・新宿前橋・長野原草津口 →               | ← 上野・新宿前橋・長野原草津口 →              | ← 上野・新宿前橋・長野原草津口 →             | ← 上野・新宿前橋・長野原草津口 →                | ← 上野・新宿前橋・長野原草津口 →               | ← 上野・新宿前橋・長野原草津口 →               |
| 号車番号 | 1                                              | 2                                             | 3                                            | 4                                               | 5                                              | 6                                              |
| 車両番号 | クハ484-703 ↑ （クロ484-7） ↑ （クハ481-1107） | モハ484-703 ↑ （モロ484-10） ↑ （モハ484-58） | モハ485-703 ↑ （モロ485-8） ↑ （モハ485-58） | モハ484-704 ↑ （モロ484-11） ↑ （モハ484-1071） | モハ485-704 ↑ （モロ485-9） ↑ （モハ485-1071） | クハ485-703 ↑ （クロ485-5） ↑ （クハ481-1105） |
| 定員     | 22人                                           | 18人                                          | 25人                                         | 22人                                            | 26人                                           | 23人                                           |
| 旧編成   | せせらぎ                                       | やまなみ                                      | やまなみ                                     | せせらぎ                                        | せせらぎ                                       | せせらぎ                                       |

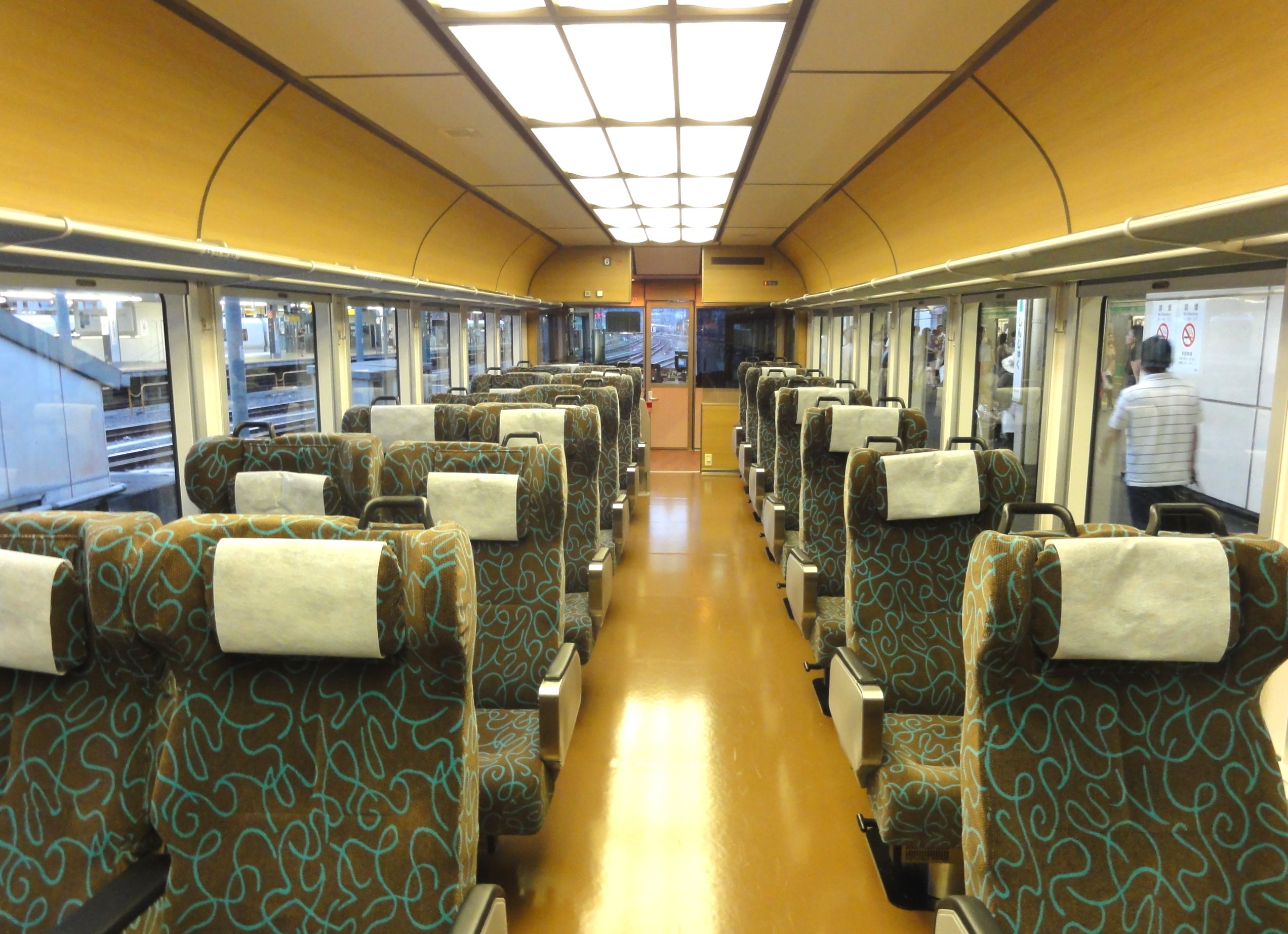
車内
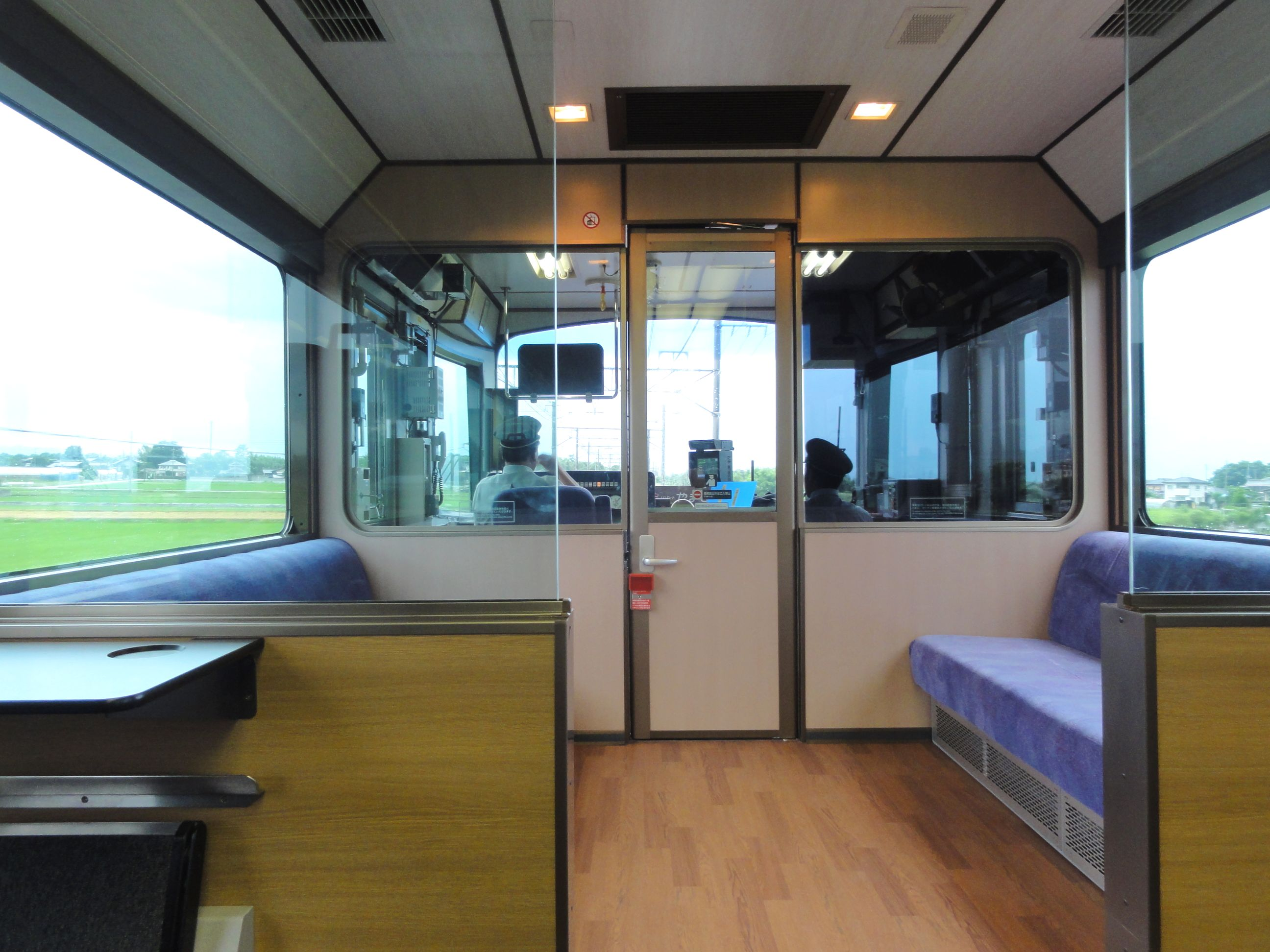
展望室
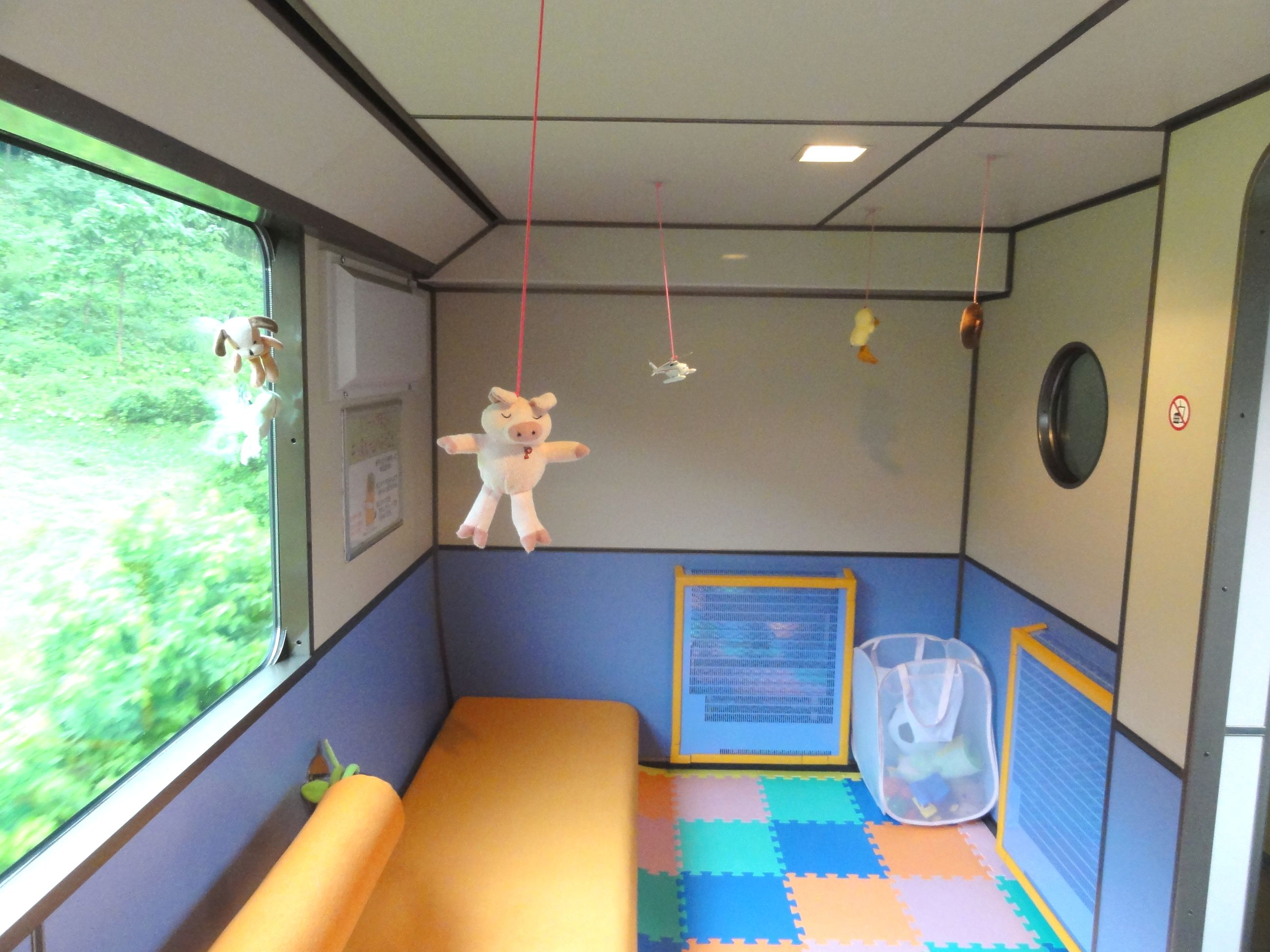
キッズルーム
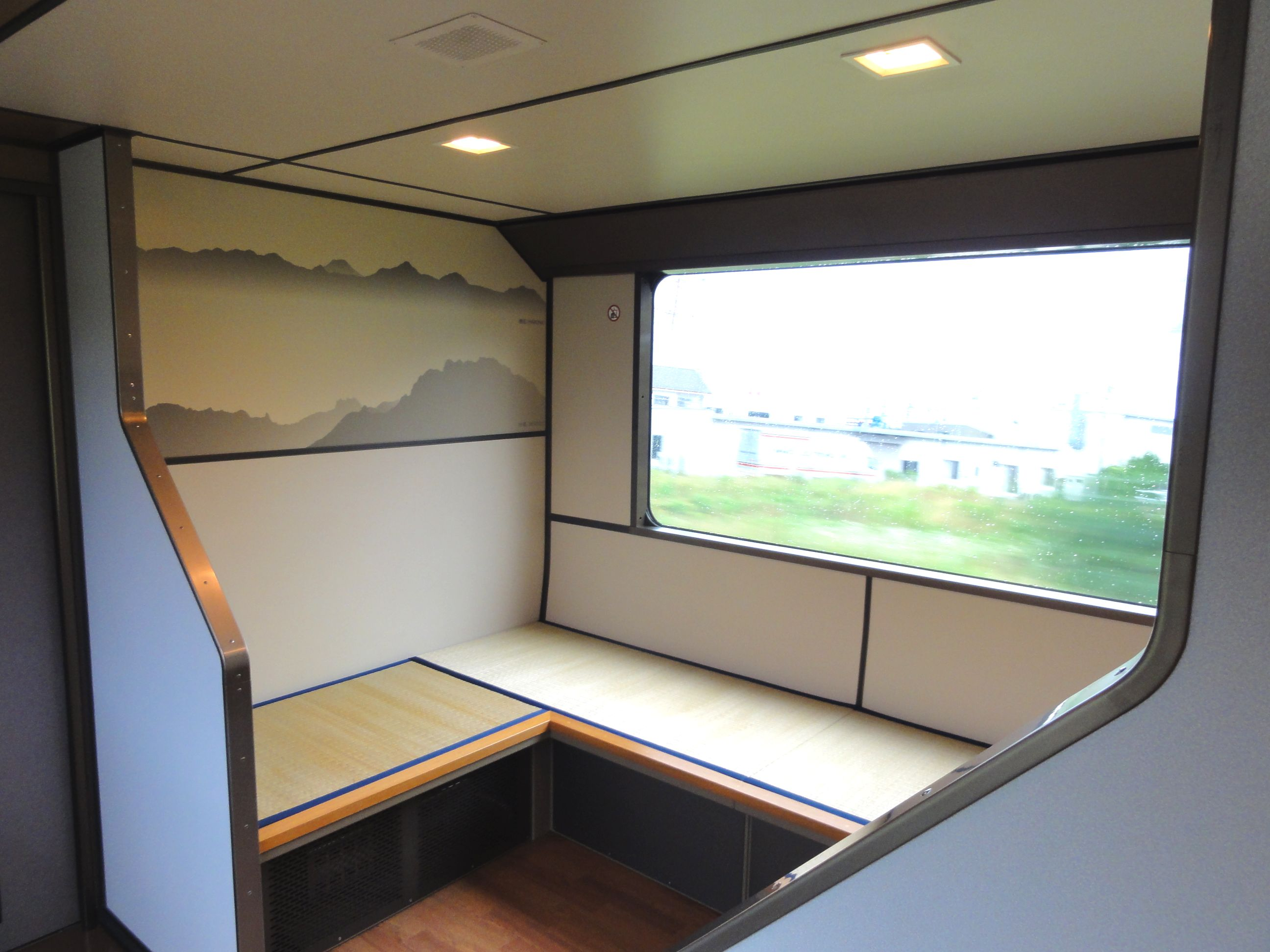
ミーティングルーム「和」
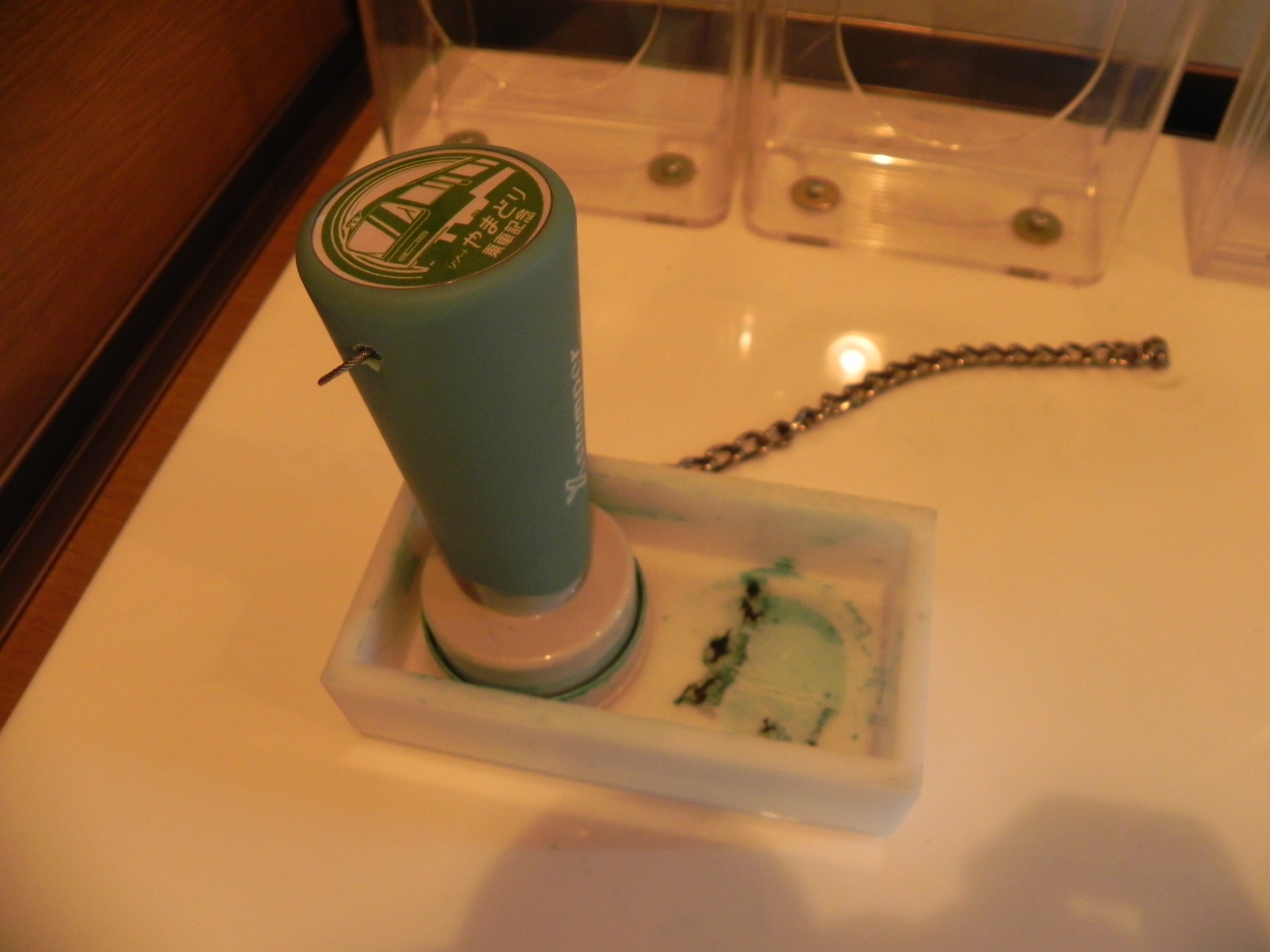
乗車記念スタンプ
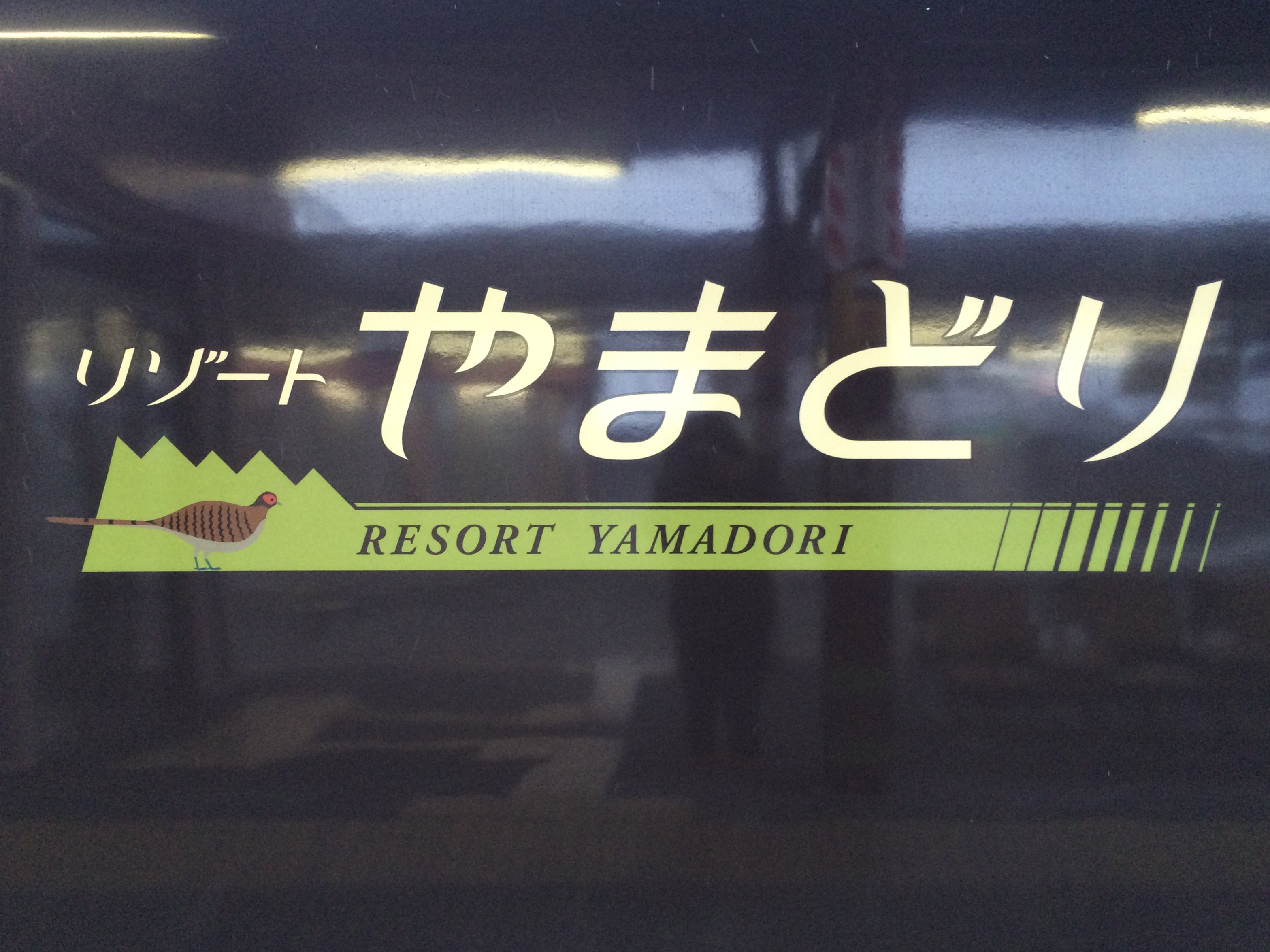
ロゴマーク

## 運用
高崎車両センターに所属し首都圏を中心に臨時列車で運用された。快速列車が大半であるが、2011年夏の「リゾート草津」では特急列車として運行された。
快速列車の「リゾートやまどり」で定期的に運用されていたが、2018年9月2日の運用を最後に同列車は運行されていない。
毎年夏季を中心に大宮 - 越後湯沢間で運行された快速「谷川岳ループ・谷川岳もぐら」にも充当されていたが、2022年10月30日からE257系5000番台に置き換えられたと同時に特急化された。
2022年10月30日にお座敷列車「華」が運用を終了したことで、485系最後の現役車両となったが、同年12月11日の上尾 - 長野原草津口間の往復臨時運転をもって引退。この「リゾートやまどり」の引退をもって1964年のデビューから約58年間に及んだ485系電車の運用がすべて終了した。
2022年12月27日、高崎車両センターから郡山総合車両センターへ廃車回送が行われ、同年12月28日付で廃車となり全車両が解体された。

### 快速「リゾートやまどり」
リゾートやまどりは、2011年から2018年まで大宮駅 - 長野原草津口駅間で運行されていた臨時快速列車である。
「のってたのしい列車」のひとつと位置付けられ、一時は武蔵野線経由で八王子まで延長する「はちおうじやまどり」、新習志野まで延長する「しもうさやまどり」も存在した。しかし2015年以降は運行日数が減少し、2018年9月2日の運行を最後に設定されていない。ただしそれ以降も、運行日数が大幅に少ないものの「四万温泉やまどり」（しまおんせんやまどり）として中之条止まりの臨時快速列車が設定されていた。
停車駅
大宮駅 - 上尾駅 - 鴻巣駅 - 熊谷駅 - 高崎駅 - 新前橋駅 - 渋川駅 - 中之条駅 - 長野原草津口駅
- 「四万温泉」では中之条駅止まりで、上記に加えて桶川駅、北本駅、小野上温泉駅にも停車する。

## やまなみ・せせらぎ

### やまなみ
老朽化した12系客車改造の和風客車「くつろぎ」の代替として、1999年（平成11年）に東急車輛製造で構体を新製、郡山工場（現・郡山総合車両センター）で485系電車から改造されたジョイフルトレインである。編成番号はTG10。
基本コンセプトは「ハイグレードな日本調空間」で、塗装は「緑豊かな高原の山々」をイメージした緑色に、春の花畑をイメージした赤色のラインをアクセントとした。
先頭車がクロ484形とクロ485形、中間車はモロ484形とモロ485形で、各車両の番号は「宴」・「華」・「ニューなのはな」の続番とされた。
床下機器や走行装置は種車の485系から流用するほか、冷房装置は車端部屋根上にAU714形集約分散式冷房装置（23.26kW・20,000kcal/h）を各車両とも2基ずつ搭載するが、モロ484形に限りAU714形1台と床置形のNAU183形（15.12kW・13,000kcal/h）を搭載する。後述の「せせらぎ」と併結運転が可能であった。
側窓ガラスは大部分が固定窓であるが、非常時の換気を考慮して、中間車の窓ガラスは6か所が内開き式の窓構造である。
客室はたたみ敷きの掘りこたつ構造で、座卓と座椅子を備える。各車両には通信カラオケを設置している。
先頭車の乗務員室直後はソファを設けた展望室としており、仕切り部は大きな窓ガラス構造とした。モロ484形にはソファおよびテーブルを設けたミーティングルームを設置する。モロ485形にはソファを備えた休憩室と更衣室がある。トイレは先頭車の連結面寄りに、共用洋式トイレと男性用小便所、洗面台を設置する。
2001年3月31日から営業運転に投入されたが、2010年12月で営業運転を終了し、2011年1月に中間電動車ユニットのみが「リゾートやまどり」への再改造のため東急車輛製造に入場。同年5月に「リゾートやまどり」となって出場した。
残った先頭車2両（クロ485-4・クロ484-6）は引き続き、高崎車両センターに留置されたが、2012年春に開催された「いわてデスティネーションキャンペーン」に際して盛岡支社管内で観光列車を運行する計画が発表され、2011年12月に郡山総合車両センターへ入場。観光列車用として特急「つがる」等で運用されていたモハ485・484-3014と組成した4両編成の「ジパング」に再改造された。
|               | ← 上野高崎 →    |                        |                     |                  |
| 号車          | 4               | 3                      | 2                   | 1                |
| 形式          | クロ485-4 (Tsc) | モロ485-8 (Ms1)        | モロ484-10 (M's1)   | クロ484-6 (T'sc) |
| 車両重量 (t)  | 41.4            | 38.8                   | 43.0                | 41.4             |
| 車両定員 (人) | 24              | 28                     | 24                  | 24               |
| 車内設備      | 展望室,トイレ   | 更衣室,休憩室 公衆電話 | ミーティング ルーム | 展望室,トイレ    |

### せせらぎ
老朽化した12系客車改造の和風客車「やすらぎ」の代替として、2001年に東急車輛製造で構体を新製、大宮工場（現・大宮総合車両センター）で485系電車から改造されたジョイフルトレインである。編成番号はTG11。
基本コンセプトは「日本の四季をめぐる空間」で、塗装は「紅葉の映える山々」をイメージした赤系色に、残雪をイメージした白色のラインをアクセントとした。前面は「やまなみ」とほぼ同じであるが、「せせらぎ」では前面窓上部に前照灯を追加したほか、下部のライトケースは電球交換を考慮した形状とした。
前述の「やまなみ」と併結運転が可能であり、号車番号は「やまなみ」の1 - 4号車に続く形で5 - 8号車とされていた。2010年1月いっぱいで営業運転を終了し、同年7月12日から2011年2月10日にかけて「リゾートやまどり」に再改造された。
|               | ← 上野高崎 →    |                        |                     |                  |
| 号車          | 8               | 7                      | 6                   | 5                |
| 形式          | クロ485-5 (Tsc) | モロ485-9 (Ms1)        | モロ484-11 (M's1)   | クロ484-7 (T'sc) |
| 車両重量 (t)  | 43.7            | 40.5                   | 43.7                | 43.7             |
| 車両定員 (人) | 28              | 32                     | 28                  | 28               |
| 車内設備      | 展望室,トイレ   | 更衣室,休憩室 公衆電話 | ミーティング ルーム | 展望室,トイレ    |